# Georges III de Brzeg
Georges III de Brzeg (en polonais Jerzy III Brzeski), né à Brzeg le 4 septembre 1611 et mort à Brzeg le 4 juillet 1664, est administrateur du duché de Brzeg à partir de 1633; En 1639 après la mort de leur père, il prend officiellement le titre de duc conjointement avec ses frères jusqu'en 1654 et de Liegnitz et Wołów pendant la période 1653-1654 (conjointement avec ses frères).

## Biographie
Georges III est le fils ainé de Jean Christian, duc de Brzeg-Liegnitz-Wołów-Oława, et de sa première épouse Dorothée-Sibylle de Brandebourg, fille de Jean II Georges de Brandebourg.

### Règne
L'invasion des troupes impériales des Habsbourgs à Brzeg en 1633, oblige son père Jean Christian et sa famille morganatique à fuir en Pologne. En 1635, Ferdinand II du Saint-Empire accorde à George III l'administration de Brzeg pendant l'absence de son père qui ne reviendra jamais dans son domaine.
Jean Christian meurt en 1639 et Georges III, conjointement avec ses frères survivants  Louis IV et Christian  héritent de Brzeg et d'Oława. Après la mort de leur oncle Georges-Rodolphe de Liegnitz en 1653, les frères survivants héritent également de Liegnitz et de Wołów. Après une année de règne conjoint en 1654, ils décident de diviser leur patrimoine: Georges III garde Brzeg, Louis IV obtient Liegnitz et Christian le cadet reçoit les petites cités d'Oława et de Wołów. Lorsque son frère Louis IV meurt sans laisser de descendance en 1663, George III et Christian héritent conjointement de Liegnitz.
Georges III survit peu  son frère et à sa seconde épouse d'à peine deux  mois. Après sa mort sans héritier masculin le 14 juillet 1664 ses domaines et droits passent à son frère cadet Christian de Brzeg de qui réunifie l'ensemble des domaines familiaux.

### Union et postérité
Georges III épouse à  Bierutów le 23 février 1638, la cousine germaine de son père; Sophie Catherine  (née à Oleśnica, 2 septembre 1601 - morte à Brzeg, 21 mars 1659), fille de Charles II, duc Ziębice-Oleśnica et de son épouse Elisabeth Magdeleine de Brzeg, sœur de Joachim Frédéric le grand-père de Georges III ; ils ont une fille unique :
- Dorothée-Élisabeth (née à Breslau, le 17 décembre 1646 - morte à Dillenbourg, 9 juin 1691), épouse le 13 octobre 1663 le prince Henri de Nassau-Dillenbourg (mort le 18 avril 1701 ).

Le 19 octobre 1660 à Brzeg, George III épouse en secondes noces Élisabeth Marie Charlotte (née à Sedan, 23 octobre 1638 - morte à  Brzeg, 20 mai 1664), fille de  Louis-Philippe du Palatinat et nièce de Frédéric V du Palatinat,  le « roi d'un hiver  » de Bohême en 1620-1621. Cette union reste stérile.

## Sources
- (en) & (de) Peter Truhart, Regents of Nations, K. G Saur Münich, 1984-1988  (ISBN 359810491X), Art. « Brieg (Pol. Brzeg) », p.  2448-2449 & Art. « Liegnitz (Pol. Legnica) p.  2451-2452.
- (de) Europäische Stammtafeln Vittorio Klostermann, Gmbh, Francfort-sur-le-Main, 2004  (ISBN 3465032926),  Die Herzoge von Liegnitz, Brieg und Wohlau 1586-1675  Volume III Tafel 11.